# 头发胡同
39°54′10″N 116°22′17″E / 39.90265249999999°N 116.3714461°E
头发胡同，是位于中國北京市西城区中部的一条胡同。

## 简介
头发胡同为东西走向，西有曲折，东到宣武门内大街，西到佟麟阁路。全长490米，平均宽4米。明朝西段称真如寺胡同，因寺而得名。《日下旧闻考》卷四十九记载：真如寺建于辽朝保宁年间，是由峨眉僧真如募建。该寺北向，背对象房（今其址为新华社）而立。元朝为定力院。该寺如今已无存。东段称头发胡同。清朝两段合并，统称头发胡同。吴晗曾住在头发胡同1号院，陈叔通曾住在头发胡同56号院。